# Anaea tempe
Anaea tempe är en fjärilsart som beskrevs av Felder 1861. Anaea tempe ingår i släktet Anaea och familjen praktfjärilar. Inga underarter finns listade i Catalogue of Life.